# Boguszyn (Kłodzko)

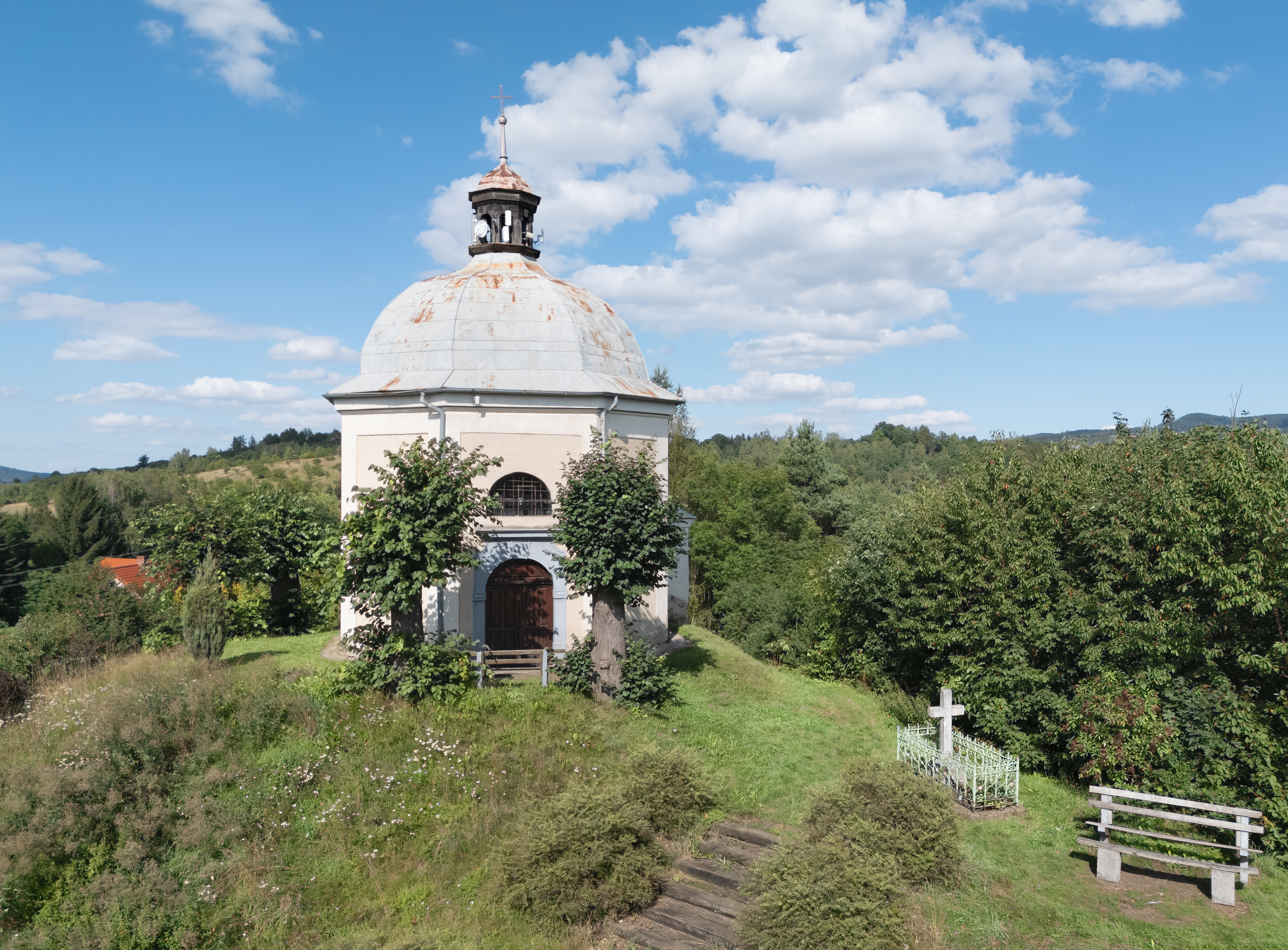
Scheibenberg-Kapelle (2024)

Boguszyn (deutsch: Friedrichswartha) ist ein Ort in der Landgemeinde Kłodzko im Powiat Kłodzki der Wojewodschaft Niederschlesien in Polen. Es liegt fünf Kilometer nordöstlich von Kłodzko (Glatz).

## Geographie
Boguszyn liegt im Osten des Glatzer Kessels an der Glatzer Neiße am westlichen Fuß des Warthagebirges (Góry Bardzkie). Nachbarorte sind Morzyszów (Morischau) und Opolnica (Giersdorf) im Norden, Laskówka (Gierichswalde) im Osten, Wojciechowice (Königshain) im Süden, Goszyce (Hassitz) im Südwesten, Ławica (Labitsch) im Westen und Podtynie (Poditau) im Nordwesten. Südlich, bei Wojciechowice liegt auf dem Spittelberg die Marien-Wallfahrtskapelle (Wzgórze Marii).

## Geschichte
Durch seine Lage an der Grenze zwischen dem böhmischen Glatzer Land und Schlesien bestand beim späteren Friedrichswarta schon im 11. Jahrhundert eine Ansiedlung, die eine wichtige Position in der Landesverteidigung einnahm und die später als „Burgstädtel“ bezeichnet wurde. Für 1068 ist eine Grenzwarte nachgewiesen, die 1365 als Ruine bezeichnet wurde.
Friedrichswartha wurde 1777 im Zuge der Friderizianischen Kolonisation gegründet und vermutlich nach dem damaligen Landesherrn, dem preußischen König Friedrich II. benannt. Es gehörte zur Grafschaft Glatz, die bis zum Hubertusburger Frieden 1763 ein Nebenland der Krone Böhmen war. Nach der Neugliederung Preußens gehörte Friedrichswartha seit 1815 zur Provinz Schlesien; 1816 wurde es dem Landkreis Glatz eingegliedert, mit dem es bis 1945 verbunden blieb. 1874 wurde die Landgemeinde Friedrichswarta dem Amtsbezirk Labitsch (Neißenfells bzw. Hassitz) eingegliedert. 1939 wurden 659 Einwohner gezählt.
Als Folge des Zweiten Weltkriegs fiel Friedrichswarta 1945 mit dem größten Teil Schlesiens an Polen. Nachfolgend wurde es in Boguszyn umbenannt. Die deutsche Bevölkerung wurde, soweit sie nicht vorher geflohen war, vertrieben. Die neu angesiedelten Bewohner waren teilweise Zwangsumgesiedelte aus Ostpolen, das an die Sowjetunion gefallen war. 1975–1998 gehörte Boguszyn zur Woiwodschaft Wałbrzych (Waldenburg).

## Sehenswürdigkeiten
- Auf einer Anhöhe auf dem Kalvarienberg im Ortsteil Scheibenberg liegt die achteckige Heilig-Kreuz-Kapelle mit Kuppel und Laterne. Sie wurde 1732 errichtet.